# حرب استقلال

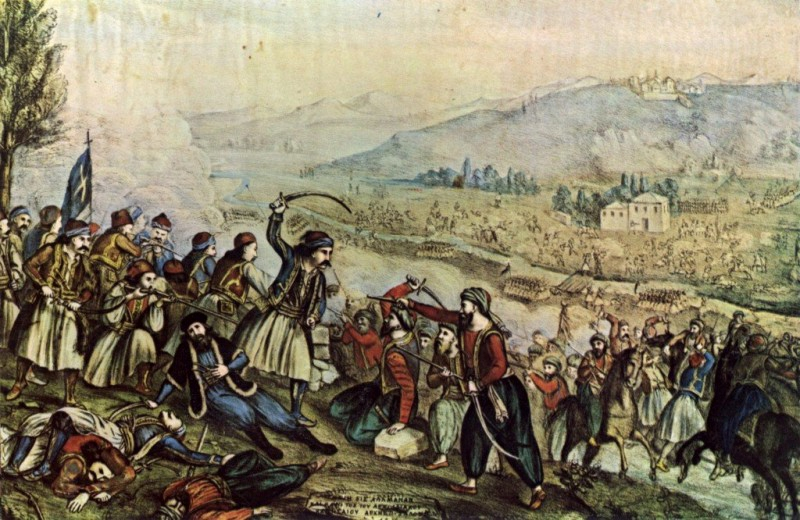

حرب الاستقلال هي صراع مسلح يحدث على إقليم أعلن استقلاله وما إن ترسل الدولة التي كانت تحتل الإقليم سابقا قوات عسكرية لتأكيد سيادتها على الإقليم حتى تنشب الحرب. أو ينشب الصراع ما بين السكان المحليين والمحتلين حتى تبدأ ثورة انفصالية، إذا نجحت الثورة ونتج عنها قيام دولة جديدة يسمى هذا الصراع حرب استقلال.
أمثلة لحروب الاستقلال:
- حرب الاستقلال اليونانية
- حرب الاستقلال الأمريكية
- حرب الاستقلال السلوفينية
- حرب الاستقلال التركية
- الثورة الجزائرية
- ثورة العشرين